# Cyrtochilum turpe
Cyrtochilum turpe là một loài thực vật có hoa trong họ Lan. Loài này được (Kraenzl.) Kraenzl. mô tả khoa học đầu tiên năm 1917.